# Sulop
Sulop è una municipalità di terza classe delle Filippine, situata nella Provincia di Davao del Sur, nella Regione del Davao.
Sulop è formata da 25 baranggay:
- Balasinon
- Buguis
- Carre
- Clib
- Harada Butai
- Katipunan
- Kiblagon
- Labon
- Laperas
- Lapla
- Litos
- Luparan
- Mckinley

- New Cebu
- Osmeña
- Palili
- Parame
- Poblacion
- Roxas
- Solongvale
- Tagolilong
- Tala-o
- Talas
- Tanwalang
- Waterfall